# Crying like I've never done before
Crying like I've never done before is een nummer van The Cats dat werd geschreven door Cees Veerman. Het gaat over een geliefde die terugkeert nadat ze haar man had verlaten. 
Het kwam uit op hun album Take me with you (1970). Daarnaast verscheen het op meerdere verzamelalbums, zoals Where have I been wrong (1970?), One way wind (1972) en The Cats 100 (2008). Daarnaast werd het uitgebracht door de Tribute to The Cats Band op de dvd Acoustic (2008).
Het nummer is een klassieker gebleken. In 2013 kwam het in de Volendammer Top 1000 terecht, een eenmalige all-timelijst die in 2013 door luisteraars van 17 Noord-Hollandse radio- en tv-stations werd samengesteld.